# 丁海中
丁海中（1951年4月—），男，汉族，江苏宿迁人，中华人民共和国政治人物，曾任马鞍山市人民政府市长、中共马鞍山市委书记、马鞍山市人大常委会主任、党组书记，中共安徽省委副秘书长，第十届全国人大代表。